# Servitud (dret civil català)
La servitud, en el dret civil català, és un dret real que grava parcialment una finca, que és la servent, en benefici d'una altra, que és la dominant,i que pot consentir en l'atorgament a aquesta d'un determinat ús de la finca servent o en una reducció de les facultats del titular o la titular de la finca servent. Actualment està regulada en el Capítol VI del Títol VI del Llibre cinquè del Codi civil de Catalunya (articles 566-1 a 566-13).

## La regulació en el Codi civil de Catalunya

### Àmbit del dret real de servitud
En el dret català, d'acord amb la definició de l'art. 566-1 del Codi civil de Catalunya (CcC), la servitud és un dret real limitat que grava, en tots els supòsits, una finca en benefici d'una altra, quedant així establert el caràcter predial de la servitud. Això no exclou que els qui es beneficiaran de la servitud siguin, sempre, persones, bé el propietari o propietaris de la finca dominant, o bé titulars de la possessió d'aquesta (usufructuari, arrendatari, etc.). En dret català, per tant, queden fora de l'àmbit de les servituds aquells drets que no es confereixin a favor d'una altra finca sinó a favor d'una persona o comunitat per a un determinat aprofitament d'una finca aliena, que tradicionalment s'han anomenat "servituds personals", i que es regulen en el CcC com a drets d'aprofitament parcial (arts. 563-1 a 564-4).

### Constitució
Les servituds, d'acord amb l'article 566-2.1 del CcC, "solament es constitueixen per títol, atorgat de manera voluntària o forçosa". De forma voluntària es constituiran, normalment, per contracte o per testament. La constitució de forma forçosa significa que el propietari de la finca dominant pot exigir al de la finca servent la constitució de la servitud quan concorrin les circumstàncies exigides per la llei. Per tant, fins i tot en aquest cas, com diu la llei, es constitueixen per títol (atorgat en aquest cas de forma forçosa), i no de forma automàtica per la simple previsió de la llei. Això implica que en dret català les sovint anomenades "servituds legals" no són tals servituds en el sentit de dret real de servitud, sinó restriccions al dret de propietat que la llei imposa de forma automàtica. Per a la constitució del dret és suficient el títol, no essent precisa la tradició o lliurament de la possessió de la finca gravada, donat que la servitud no és un dret real possessori; no essent tampoc necessària cap forma especial del títol (escriptura pública, ...) ni tampoc la seva inscripció en el registre de la propietat, la qual no és constitutiva, si bé atorga els beneficis de la publicitat registral de cara a afectar terceres persones (inclosos futurs adquirents de la finca gravada).
No adquisició per usucapió
En l'actualitat, i d'acord amb l'article 566-2.4 del CcC "cap servitud no es pot adquirir per usucapió". Amb aquesta disposició es va deixar sense efecte el que disposava la llei catalana 13/1990 de l'acció negatòria, les immissions, les servituds i les relacions de veïnatge, que havia establert la possibilitat d'adquirir totes les servituds per usucapió per termini de 30 anys.

### Servitud sobre finca pròpia
El Codi civil de Catalunya preveu i permet la servitud sobre finca pròpia, quan un propietari de més d'una finca constitueix entre aquestes les servituds que consideri convenients (art. 566-3.1); o bé quan, de forma sobrevinguda, dues o més finques entre les quals hi ha establerta una servitud, esdevenen d'un mateix propietari(art. 566-3.3). Mentre la servitud és sobre finca pròpia, es considera que existeix però està en estat "latent", ja que el seu exercici queda diluït en l'exercici del dret de propietat, molt més ampli, que té el propietari tant pel que fa a la finca dominant com a la servent. No obstant, si la servitud sobre finca pròpia només està publicada, està feta pública, per l'existència d'un signe aparent (l'obertura d'una finestra, pel que fa a una servitud de vistes, l'obertura d'un camí pel que fa a una servitud de pas, ...) en el moment en què s'alienen la finca dominant o la finca servent la servitud només subsisteix si així s'estableix expressament en l'acte d'alienació (art. 566-3.2 CcC).